# Colleteria exserta
Colleteria exserta là một loài thực vật có hoa trong họ Thiến thảo. Loài này được (DC.) David W.Taylor mô tả khoa học đầu tiên năm 2003.